# Willard H. George
Willard Hampton George (* 20. Juli 1889 in Lincoln (Nebraska); † 24. Oktober 1956 in Los Angeles) war ein amerikanischer Kürschner mit Sitz in Los Angeles. Er entwarf und schuf ab den 1920er Jahren, der Zeit glamouröser Hollywoodfilme, Pelze für die dortigen Filmstudios.
Der ehemalige, repräsentative Showroom des Unternehmens, 3300 Wilshire Boulevard, wurde 2017 in seinem ursprünglichen Art-déco-Design restauriert.

## Biografie
Willard H. George wurde 1889 in Lincoln, Nebraska geboren, wuchs jedoch in Los Angeles auf, wo er die Manual Arts High School besuchte. Seine Eltern waren Hampton Ellis George (* 1857; † 1907) und Sadie Kiel George (* 1868; † 1943). Er war ein Urenkel von Conrad Kiel, einem frühen Siedler von Las Vegas und Besitzer der Kyle Ranch in Las Vegas. Dort verbrachte Willard H. George einen Teil seiner Kindheit. Er traf hier Jim und Tweed Wilson von der Wilson Ranch, deren Betrieb später als Spring Mountain Ranch bekannt wurde. Während seiner Zeit in Las Vegas lernte George von den Wilsons den Beruf des Kürschners kennen. Später, als die Wilsons ihre Ranch zu verlieren drohten, kaufte George das Anwesen und erlaubte der Familie, dort zu bleiben. Als eine der ältesten dortigen Farmen ist es heute ein historischer Park. 1939 heiratete er Florence Louise Shrote (* 1909; † 1997).
Er hatte zwei Söhne, Willard H. George II. und Lowell Thomas George. Der Musiker Lowell George, der mit Frank Zappa zusammenarbeitete, war der Gründer, Sänger und Gitarrist der Rockband Little Feat.

## Karriere

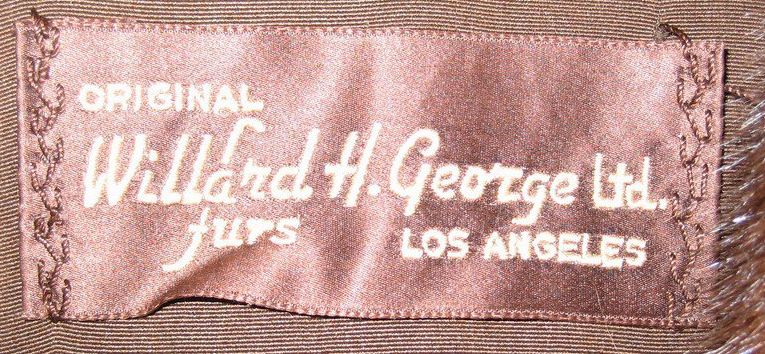
„Original Willard H. George Ltd.- furs“ (Web-Einnäh-Etikett)

Im Jahr 1910 war George als Kürschner in einem Einzelhandelsgeschäft in Los Angeles angestellt. 1918 war er Eigentümer und Betreiber des Unternehmens Willard H. George Limited, das Pelze in der 701 West 7th Street im Zentrum von Los Angeles entwarf und verkaufte. Bereits zu Beginn seiner Selbständigkeit lieferte er Pelze für die noch junge Filmindustrie. Wohl alle großen weiblichen Filmdiven jener Zeit schmückten sich mit luxuriösen Pelzen. Als „Kürschner der Stars“ entwarf und kreierte er Pelzmodelle für Hollywood-Schauspielerinnen wie Jean Harlow, Lucille Ball, Rita Hayworth und Greta Garbo. Im Programmheft als einer der „greatest“ amerikanischen Kürschner bezeichnet, stattete er noch 1949 die Carnegie Hall Revue Don’t Call Me Madam mit Pelzen aus.
Im Jahr 1918 begann in Kalifornien die systematische Zucht von Chinchillas. Willard H. George war ein Pionier unter den Chinchillazüchtern der Südstaaten und ein Experte für Chinchillafelle. Häufig fungierte er als Richter auf Messen und Ausstellungen und züchtete auch selbst das Southland Chinchilla. Er wurde als „The Chinchilla Industry’s Greatest Friend“ bekannt, nachdem er ein Klassifizierungssystem für Chinchillafelle entwickelt hatte, das in den gesamten Vereinigten Staaten übernommen und 1947 vom National Chinchilla Breeders Board gebilligt worden war. In Deutschland wurde es modifiziert, „WGS“ genannt (Willard H. George System) und jahrelang als einziges Bewertungssystem angewendet. Als er 1956 starb, war er Präsident von Willard H. George Furriers, Ltd. 8928 Olympic Blvd. in Beverly Hills.
Im Jahr 1948 erwarb George für je 1000 Dollar von Mark L. Weaver in Utah die ersten zehn dunklen Zuchtpaare in Minnesota gezüchteter Biber. Nachdem bei dem Züchter durch ein Feuer alle Stallungen zerstört und die Tiere umgekommen waren, kaufte Weaver die Tiere zurück und begann, sehr erfolgreich, zusammen mit weiteren Tieren eine neue Zucht. Weaver gründete Farmen in vielen amerikanischen Bundesstaaten mit etwa 5000 Tieren, zu einer gewinnbringenden Produktion von Biberfellen kam es jedoch nirgends.
Schwere, teils militante Arbeitskämpfe erschütterten ab den 1920er Jahren die Pelzbranche New Yorks, Chicagos und anderer Städte. Ein undatiertes Foto zeigt den Eingangsbereich von Willard H. George Ltd. furs, 3330 Wilshire Boulevard, mit einem Plakat im Fenster, das darauf hinweist, dass die Mitarbeiter des Unternehmens nicht streiken.

## Ausstattungen Filmproduktionen (Auswahl)
- 1935 Diamanten-Jim
- 1947 Ein Leben wie ein Millionär
- 1947 Jiggs and Maggie in Society
- 1948 The Babe Ruth Story
- 1948 Smart Woman

## Firmengebäude

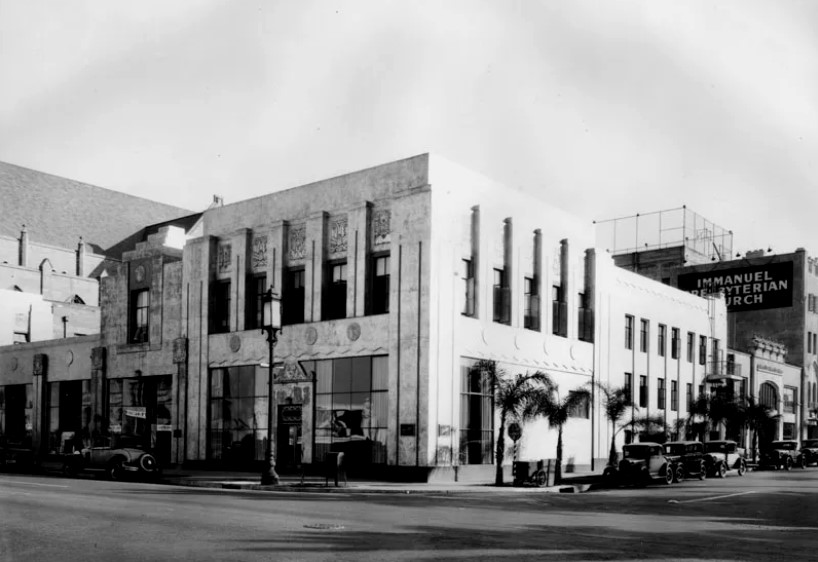
Showroom Willard H. George

Von 1929 bis in die 1950er Jahre betrieb Willard H. George sein Geschäft mit dem „glamourösen“ Showroom im „spektakulären Beispiel“ des Art-déco-Stils. Das Haus befindet sich am 3330 Wilshire Boulevard, an der Ecke zur South Catalina Street, im heutigen Stadtteil Koreatown von Los Angeles. Der Showroom wurde damals in einer Anzeige als der „modernste und schönste im ganzen Land“ bezeichnet. Der Ausstellungsraum hatte keine Kleiderständer, die Kundinnen wählten die in Frage kommenden Pelzmodelle während der Präsentation durch Vorführdamen aus. Die breite, geschwungene Treppe im Innern diente als Laufsteg.
Später beherbergte das Gebäude viele Jahre lang den Klavierhändler Sherman Clay and Company, stand aber mindestens seit 2010 leer, und es gab Pläne, es abzureißen. Im Jahr 2017 begann die Restaurierung, bei der nachträglich die Außenwand freigelegt wurde, welche die ursprüngliche Front verdeckte, eine Betonfassade mit leuchtend orangefarbenen Kacheln und geometrischen und klassischen Reliefs. Die verloren gegangenen oder beschädigten Teile wurden wiederhergestellt. Auch im Innenraum waren verdeckende Wände und eine Zwischendecke angebracht worden, die ursprünglichen Oberflächen und Leisten wurden wieder freigelegt. Eine große Zierpyramide, die sich ehemals über dem Eingang befunden hatte, wurde nachgebaut. Die Treppe aus den 1920er Jahren wurde wiederhergestellt. 2014 firmierte es mit einem inzwischen geschlossenen Einkaufszentrum als „Wilshire Galeria“. 2017 war als neue Nutzung ein Restaurant vorgesehen.